# Francesco Renda
Francesco Renda (Cattolica Eraclea, 18 febbraio 1922 – Palermo, 12 maggio 2013) è stato uno storico e politico italiano.

## Biografia e carriera

### Studi e attività sindacale
Laureatosi nel 1945 in filosofia all'Università di Palermo discutendo la tesi "La critica di Croce al materialismo storico" con Vito Fazio Allmayer, si iscrive giovanissimo al PCI, quindi diviene segretario responsabile della Camera Confederale del Lavoro di Agrigento. Il 1º maggio del 1947, avrebbe dovuto essere uno degli oratori di Portella della Ginestra, ma un guasto alla moto lo fa arrivare in ritardo, quando la strage si è già consumata.
È stato segretario regionale dei minatori della CGIL.
È stato pure componente del Consiglio nazionale dell'economia e del lavoro, e presidente dell'ufficio regionale della Lega nazionale delle cooperative.

### Attività politica
Nel 1951 è eletto deputato all'Assemblea regionale siciliana per il Blocco del Popolo nel collegio di Agrigento, e viene rieletto nel PCI per 4 legislature. Si è poi dimesso il 14 novembre 1967 per candidarsi al Senato.
Viene quindi eletto senatore nella V legislatura, dove è componente della commissione questioni regionali.

### Attività accademica
Nel 1972 non si ricandida più, e torna all'Università. Diviene titolare della cattedra di Storia moderna nella Facoltà di Scienze politiche dell'Università di Palermo e, successivamente, presidente dell'Istituto Gramsci siciliano.
Storico di formazione marxista, è stato uno dei più importanti studiosi del movimento contadino siciliano. Importanti le sue opere sui fasci siciliani e la sua monumentale storia della Sicilia, a cui dedicò diversi trattati.
Ha scritto nella sua Autobiografia politica, pubblicata da Sellerio nel 2007:
Nel 1997, fu nominato professore emerito dell'Università di Palermo.
Autore di testi fondamentali sulla Sicilia moderna e contemporanea, è da ricordare, in particolare, il suo ultimo decennale lavoro, Storia della Sicilia dalle origini ai giorni nostri, opera in tre volumi, uscita nel 2003.

## Premi e Riconoscimenti
- Nel 1978 ha ricevuto il Premio Sila sezione saggistica per I fasci siciliani (1892-1894).[8]
- Nel 1986 gli viene conferito il Premio Nazionale Rhegium Julii per la sezione Studi Meridionalistici.[9]

## Opere principali
- In difesa dell'agricoltura siciliana, Arti Grafiche A. Renna, Palermo, 1952.
- Origini e caratteristiche del movimento contadino della Sicilia occidentale, Movimento operaio, Milano, 1955.
- Il movimento contadino nella società siciliana, Sicilia al lavoro, Palermo, 1956.
- Inchiesta sulle industrie della Sicilia orientale, Edizione Sicilia al Lavoro, Palermo, 1958.
- Aspetti e problemi dell'emigrazione siciliana dal 1652 al 1911, La cartografica, Palermo, 1961.
- La Sicilia nel 1812, Salvatore Sciascia Editore, Caltanissetta, 1963.
- I fasci siciliani (1892-1894), Einaudi, Torino, 1977.
- Movimenti di massa e democrazia nella Sicilia del dopoguerra, De Donato, Bari, 1979.
- I Beati Paoli. Storia, letteratura e leggenda, Sellerio, Palermo, 1988.
- Il 1º maggio 1890, Sellerio, Palermo, 1990.
- La fine del giudaismo siciliano. Ebrei marrani e inquisizione spagnola prima, durante e dopo la cacciata del 1492, Sellerio, Palermo, 1992.
- Resistenza alla mafia come movimento nazionale, Rubbettino, Soveria Mannelli (CZ), 1993.
- L'espulsione dei gesuiti dalle Due Sicilie, Sellerio, Palermo, 1993.
- La cooperazione agricola dai decreti Gullo-Segni alla riforma agraria, Rubbettino, Soveria Mannelli (CZ), 1993.
- L'inquisizione in Sicilia. I fatti. Le persone, Sellerio, Palermo, 1997.
- Storia della mafia, Vittorietti, Palermo, 1998.
- Storia della Sicilia dal 1860 al 1970, 3 voll., Sellerio, Palermo, 1999.
- Sicilia e il Mediterraneo. La nuova geopolitica, Sellerio, Palermo, 2000.
- Salvatore Giuliano. Una biografia storica, Sellerio, Palermo, 2002.
- Storia della Sicilia dalle origini ai giorni nostri, 3 voll., Sellerio, Palermo, 2003.
- Autobiografia politica, Sellerio, Palermo, 2007.
- Portella della Ginestra e la guerra fredda. I cento anni della Cgil siciliana. Conversazioni con Antonio Riolo, Ediesse, Roma, 2008.
- Liberare l'Italia dalle mafie, Ediesse, Roma, 2008.
- Storia del Primo Maggio. Dalle origini ai giorni nostri, Ediesse, Roma, 2009.
- La grande impresa - Domenico Caracciolo viceré e primo ministro tra Palermo e Napoli, Sellerio, Palermo, 2010.
- Maria Carolina e Lord Bentinck nel diario di Luigi de' Medici, Sellerio, Palermo, 2011.
- Federico II e la Sicilia, Rubbettino, Soveria Mannelli (CZ), 2012.